# (5776) 1989 UT2
(5776) 1989 UT2 (1989 UT2, 1984 LH, 1988 JE2) — астероїд головного поясу.
Тіссеранів параметр щодо Юпітера — 3,376.